# Puuc
Puuc oder Puuc-Stil ist ein Baustil der Maya im präkolumbischen Mesoamerika. Der Name Puuc stammt aus der yucatekischen Mayasprache und ist die Bezeichnung für das Hügelland (pu'uk) im Südwesten von Yucatán. Der nördliche Rand des Hügellandes erscheint wie eine Hügelkette und wird deshalb auch Sierrita de Ticul bezeichnet, er liegt rund 80 km südlich von Merida. Das Hügelland ist das hauptsächliche Verbreitungsgebiet des Puuc-Stils der spätklassischen Maya-Architektur.

## Die archäologische Puuc-Zone

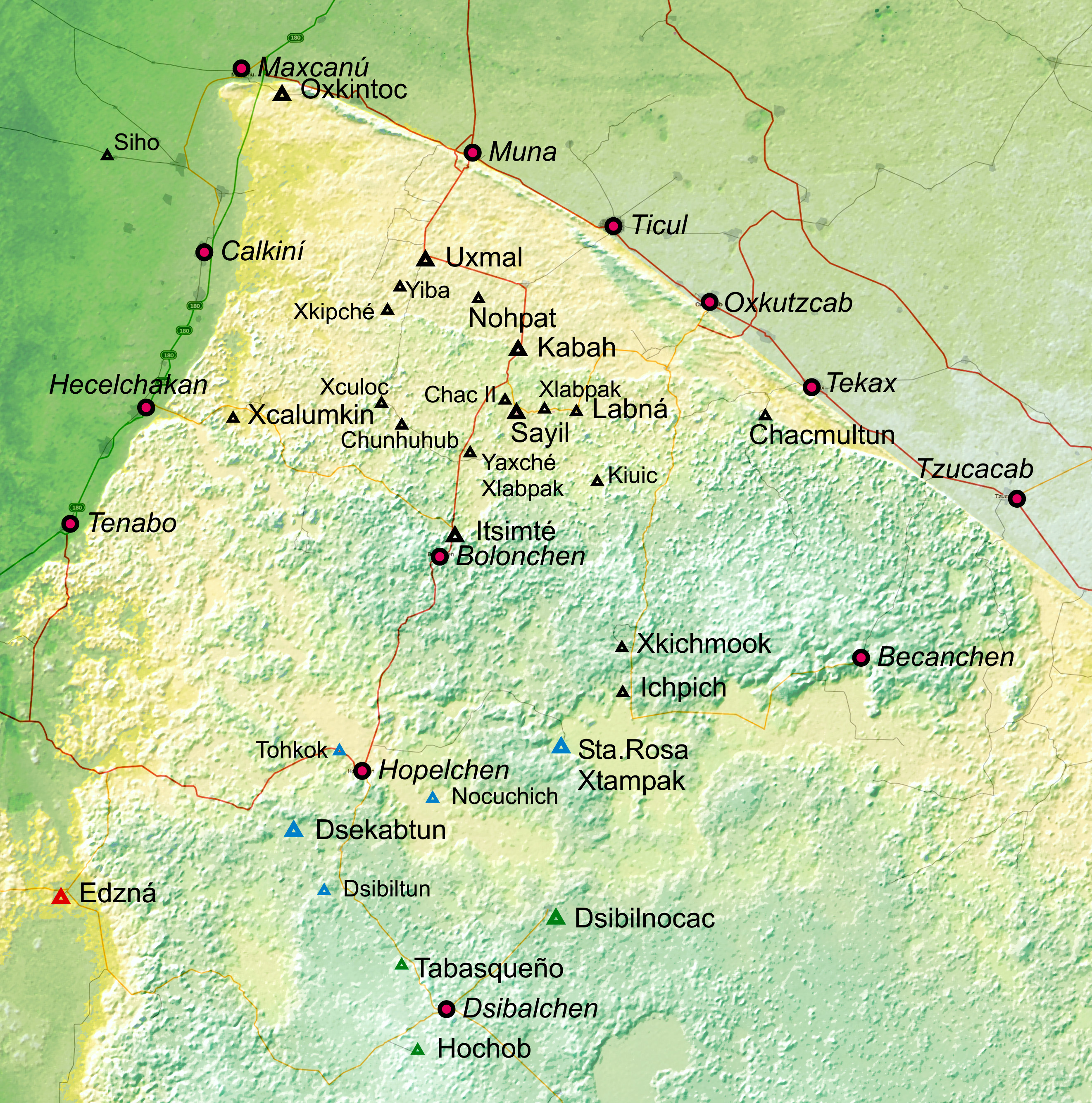
Wichtige Ruinenstätten des Puuc-Stils (schwarz), des Chenes-Stils (grün) und des Puuc-Chenes-Stils (blau)

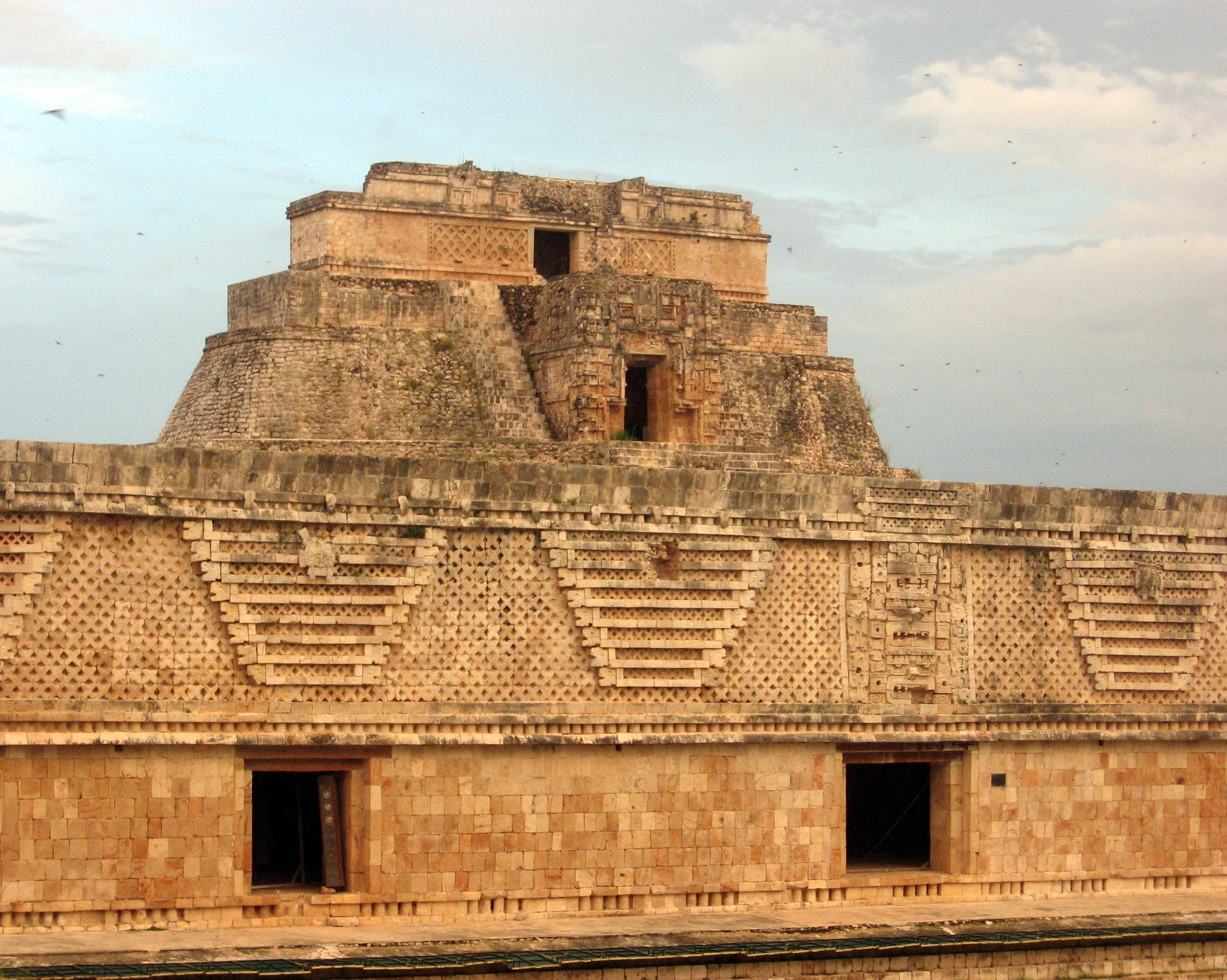
Später Uxmal-Stil (Uxmal)

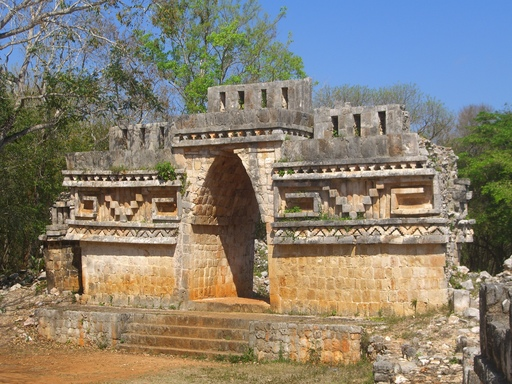
Mosaik-Stil (Labná)

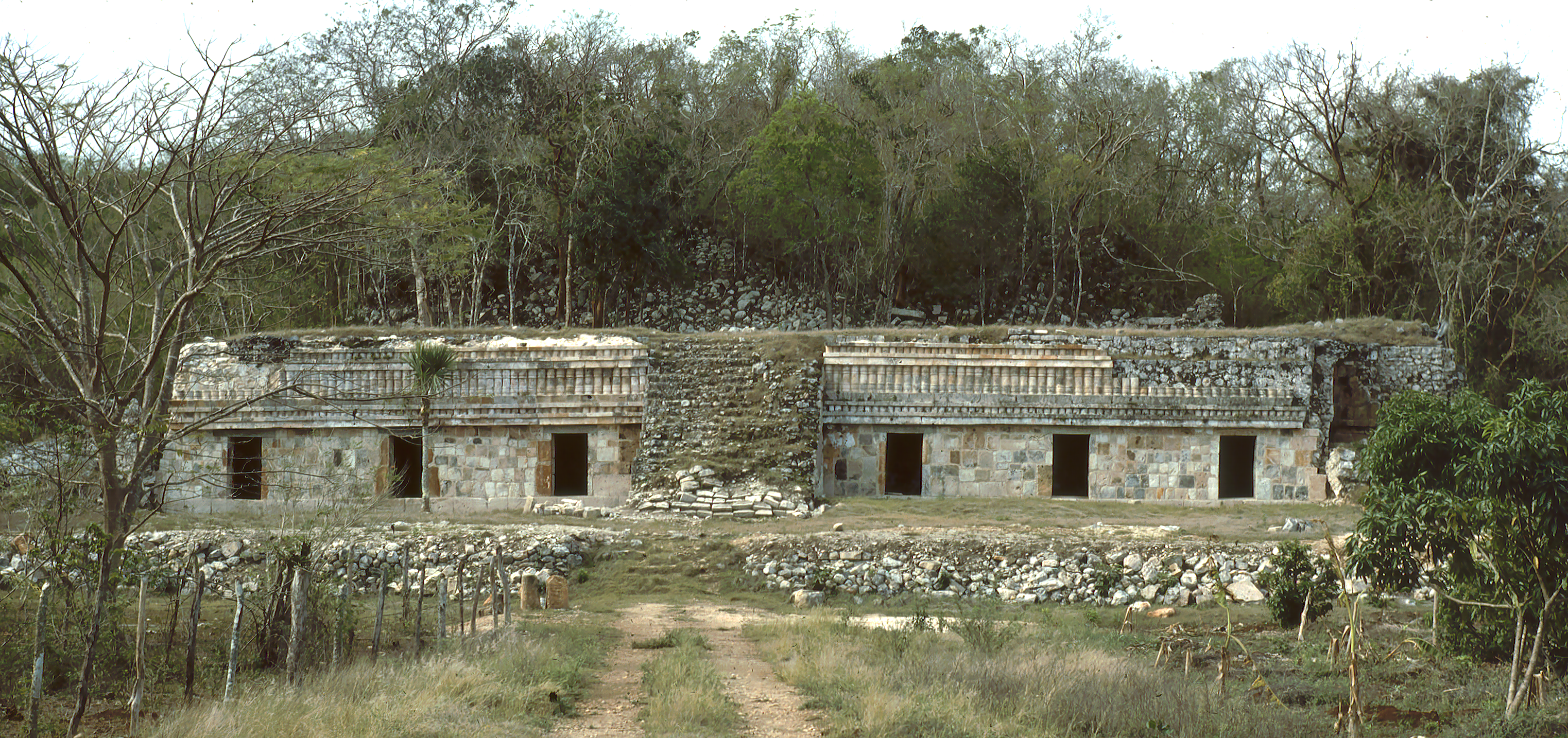
Säulchen-Stil (Chacmultún)

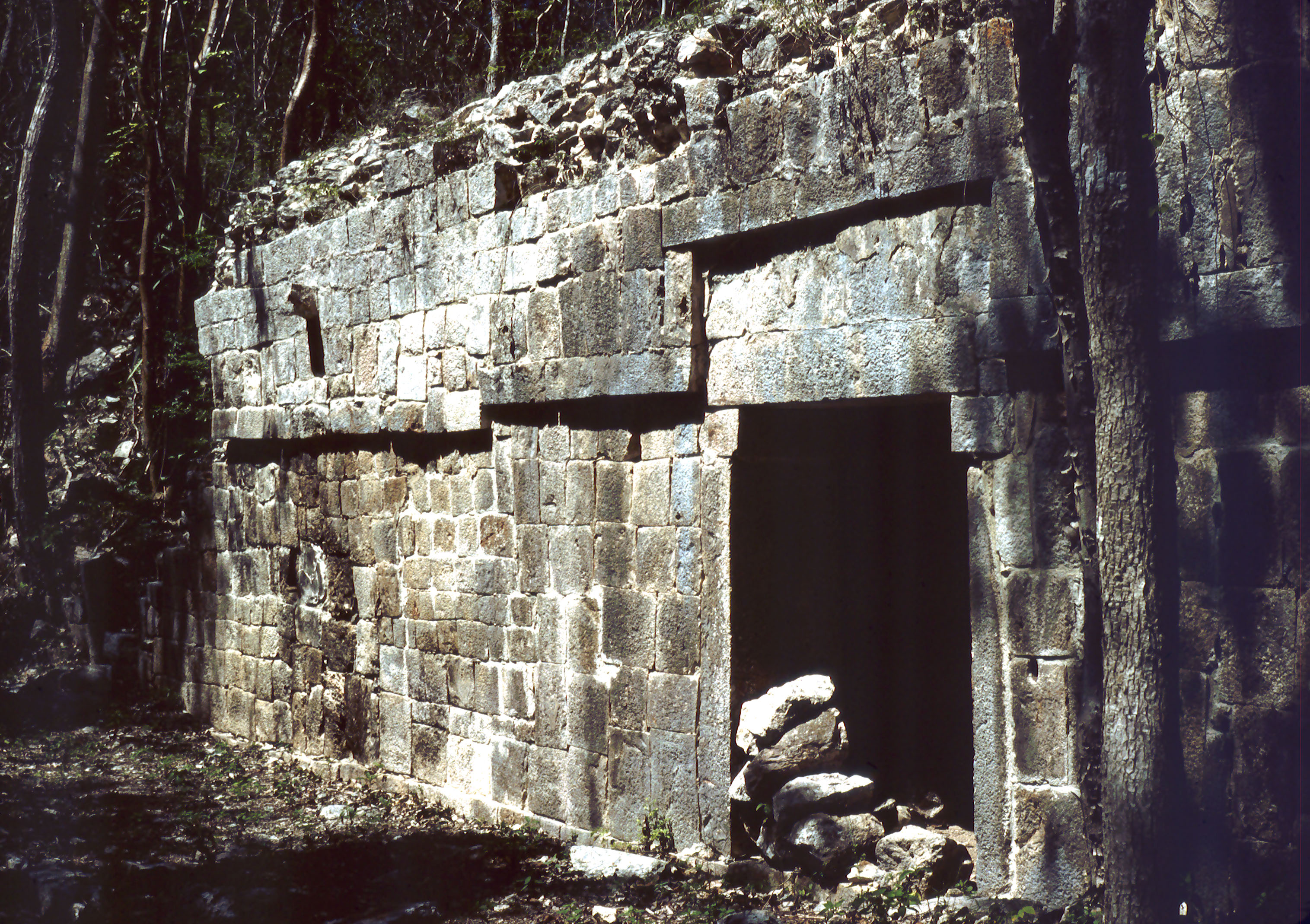
Früher Puuc-Stil (IIb) (Kiuic)

Die Puuc-Region wird in archäologischer Hinsicht durch den sogenannten Puuc-Stil definiert, wobei es fließende Übergänge zu den Randgebieten gibt. In diesem Sinn ist das Puuc-Gebiet ungefähr ein Viereck mit den folgenden modernen Orten als Eckpunkten: Maxcanú, Tekax, Hopelchén und Tenabo. Der Puuc-Stil ist durch Bautechnik und vor allem den Fassadendekor der Steinbauwerke definiert.
Im mittleren und besonders im späten Klassikum erlebte das Kalkhügelland eine erstaunliche Bevölkerungsexplosion. Sie ist ablesbar an dem Entstehen einer großen Zahl von kleinen, mittleren und mehreren sehr großen Siedlungen mit aufwändiger Steinarchitektur. Ihre Errichtung muss einen nennenswerten Teil der verfügbaren Arbeitskraft gebunden haben, vermutlich in der Trockenzeit, in der keine ackerbaulichen Tätigkeiten ausgeübt werden konnten. Die Versorgung der großen Bevölkerung mit einer auf dem Milpa-System beruhenden Landwirtschaft, die große Flächen beanspruchte und nicht beliebig intensiviert werden konnte, muss an Grenzen gestoßen sein. Problematisch war auch die Wasserversorgung in dem Karstgebiet, in dem es Oberflächenwasser in Form von Aguadas (natürlichen, aber von den Maya ausgebauten Teichen) nur in einem kleinen Gebiet um die Mayastadt Uxmal gab. Man war auf Zisternen angewiesen, von denen es in jeder Siedlung eine große Anzahl gab, die in den relativ leicht zu bearbeitenden Fels gegraben wurden. Die Siedlungen bestanden aus teilweise weit voneinander entfernten Gruppen von gemauerten und von aus vergänglichem Material errichteten Häusern, die um Höfe auf niedrigen Plattformen errichtet waren. Man vermutet, dass in der Puuc-Region mehrere hundert kleinere und große Städte existierten, in denen insgesamt etwa 500.000 Menschen gelebt haben könnten.

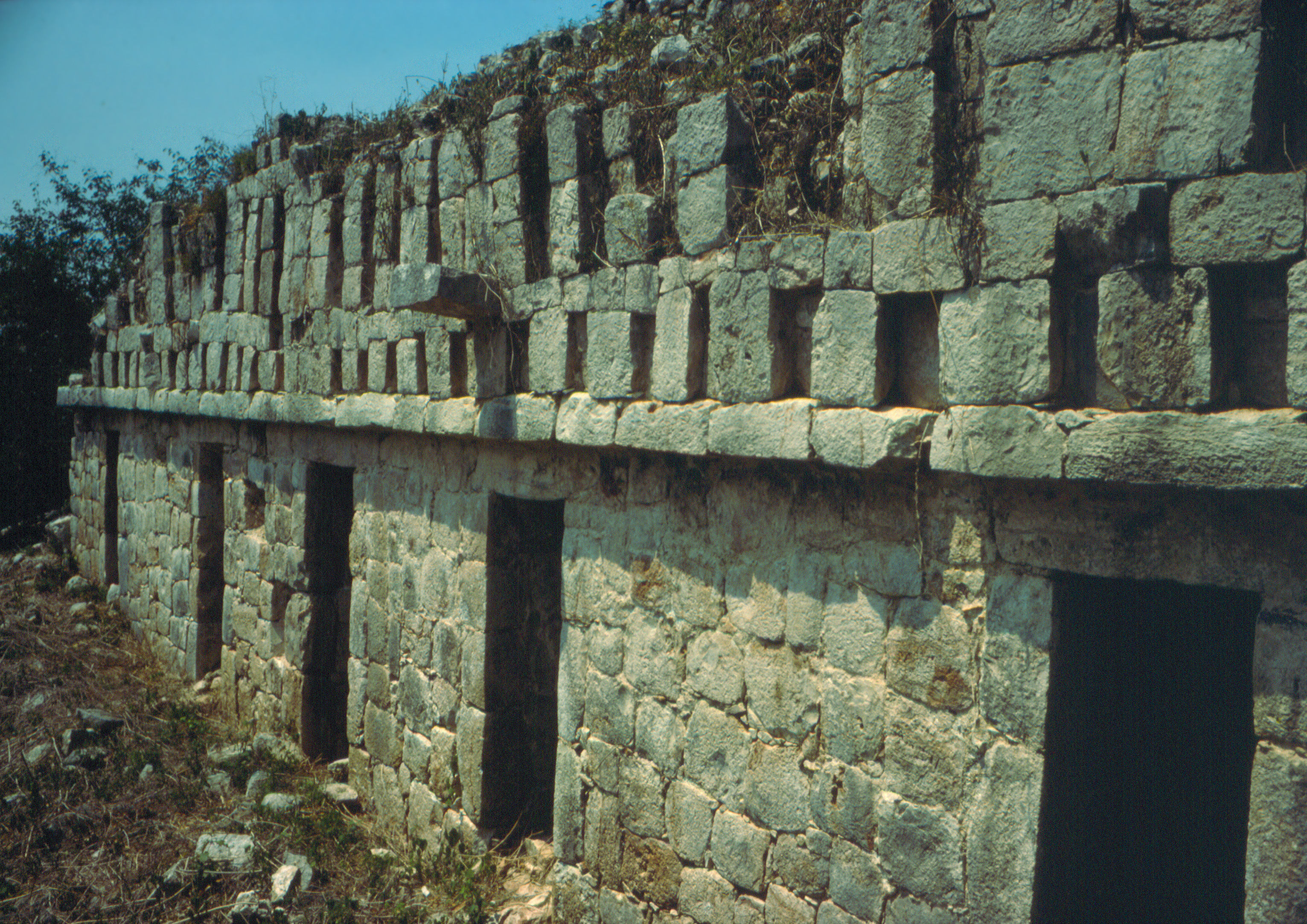
Früher Puuc-Stil (IIa) (Xbalché)

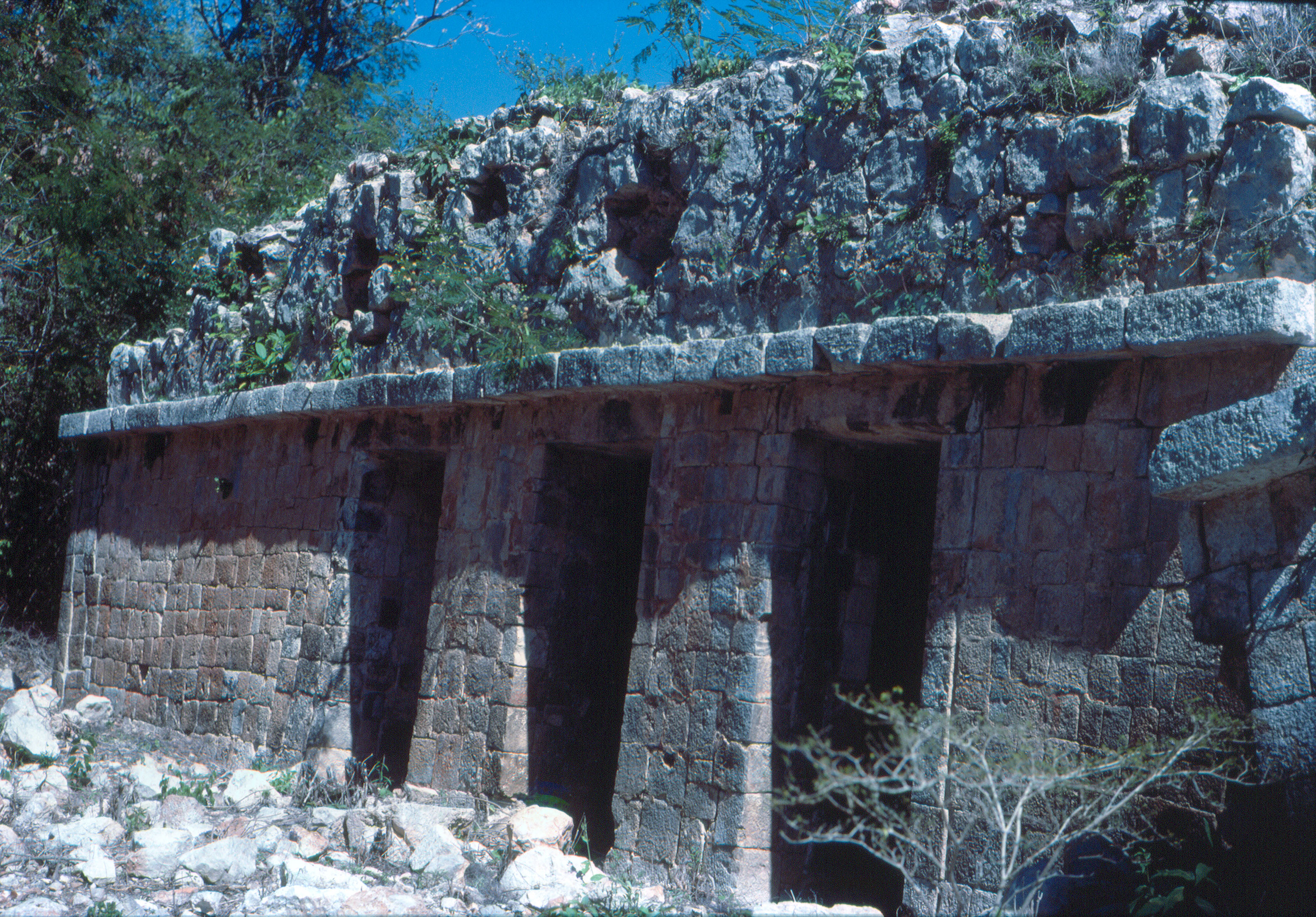
Proto-Puuc-Stil (Sayil)

Die bekanntesten Maya-Ruinen der Puuc Region sind:
- Chacmultún
- Kabah
- Labná
- Oxkintoc
- Sayil
- Uxmal

Weitere wichtige Orte sind:
- Chac II
- Chunhuhub
- Itzimté
- Kiuic
- Xbalché
- Xcalumkin
- Xkipché
- Xlabpak

## Ausdehnung des Puuc-Stils
Vermutlich reichte der Puuc-Stil bis in die Gegend der heutigen Hauptstadt Mérida und bis in den Raum von Chichén Itzá, wo in Yaxuná Bauten im Puuc-Stil existieren. Der exakte Nachweis der Ausdehnung des Stils ist wegen der weitgehenden Zerstörung der Bauten im Flachland (nördlich der Puuc-Hügelkette) nicht mehr möglich. Es gibt aber außerhalb dieses Gebietes noch Fundorte mit Architektur, die den Puuc-Stil imitiert oder zitiert, so in Culubá östlich von Tizimín.

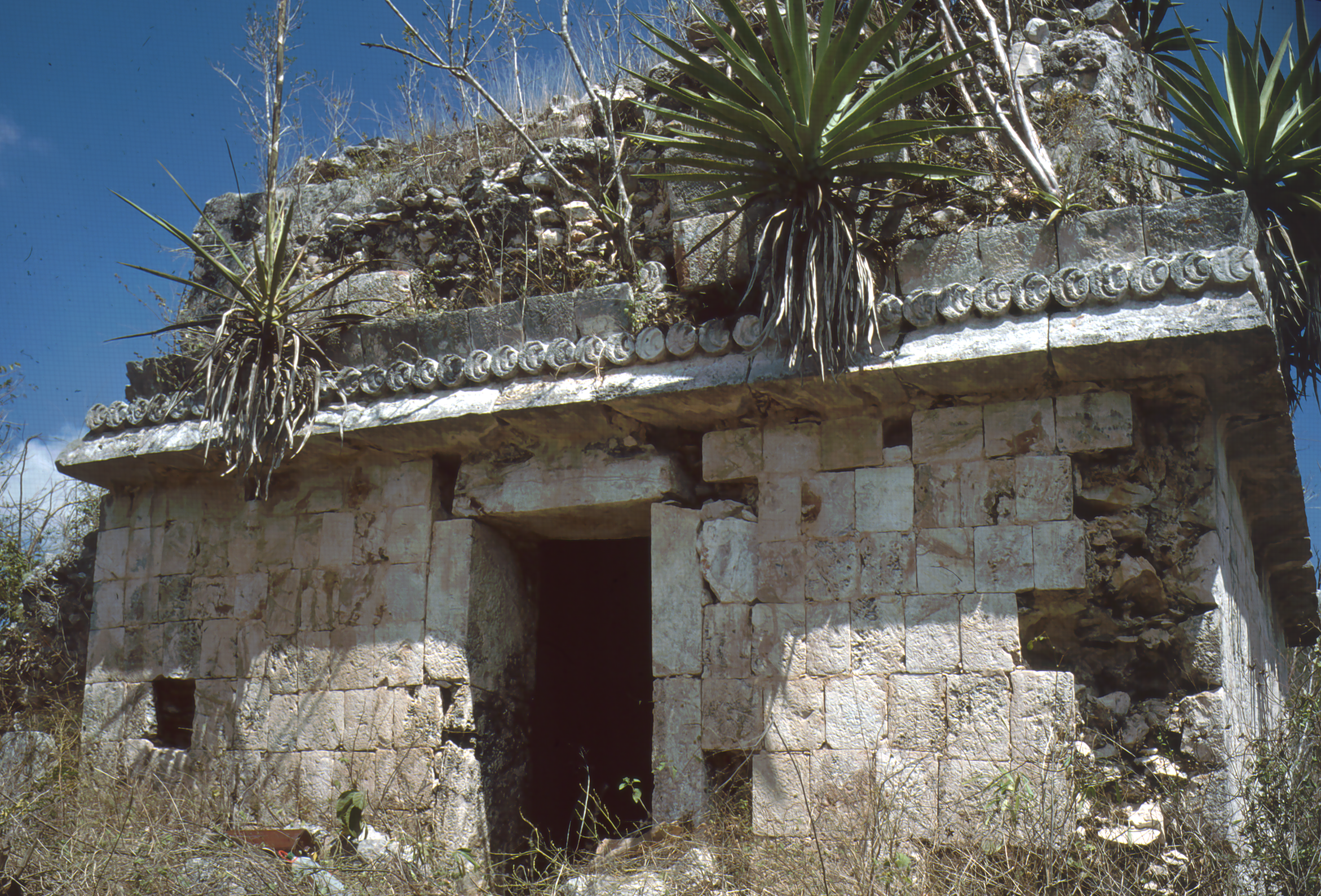
Einräumiges, gut erhaltenes Gebäude nahe der Grenze zwischen Yucatán und Campeche, Säulchenstil, obere Wandhälfte nie fertiggestellt (Dolores Norte)

Trotz zahlreicher meist an einen Fundort und seine unmittelbare Umgebung gebundener Forschungsvorhaben und eines großen Erkundungsprojektes in den 1970er Jahren werden im unübersichtlichen, dichtbewaldeten Hügelland des Puuc noch jedes Jahr kleine Fundorte mit stehender Architektur entdeckt, die bisher nicht registriert wurden. Sie sind bestenfalls den lokalen Jägern bekannt, die in ihnen manchmal die Nacht verbringen.

## Kennzeichen des Puuc-Stils
Die steinernen Bauten des Puuc-Stils weisen eine (allerdings keineswegs exakte) Rechteckigkeit auf. An der Längsseite der Innenräume befindet sich der Eingang. Üblicherweise wurden Räume in ungerader Zahl in einer Reihe angeordnet, oft finden sich zwei parallele Reihen, die von einer oder beiden Seiten zugänglich waren. Komplexere Formen mit quer verlaufenden Räumen an den Enden sind häufig. Die Räume waren mit einem steinernen Gewölbe gedeckt, wobei es sich nicht um ein echtes Gewölbe mit einem Druck ableitenden Schlussstein handelt, sondern letztlich um zwei sich immer mehr aneinander annähernde Mauerscheiben, die durch einen Deckstein (ohne Kraftschluss) verbunden waren. Hierbei handelt es sich um eine Weiterentwicklung der in der klassischen Mayakultur weit verbreiteten Kraggewölbe.

### Fassadenaufbau

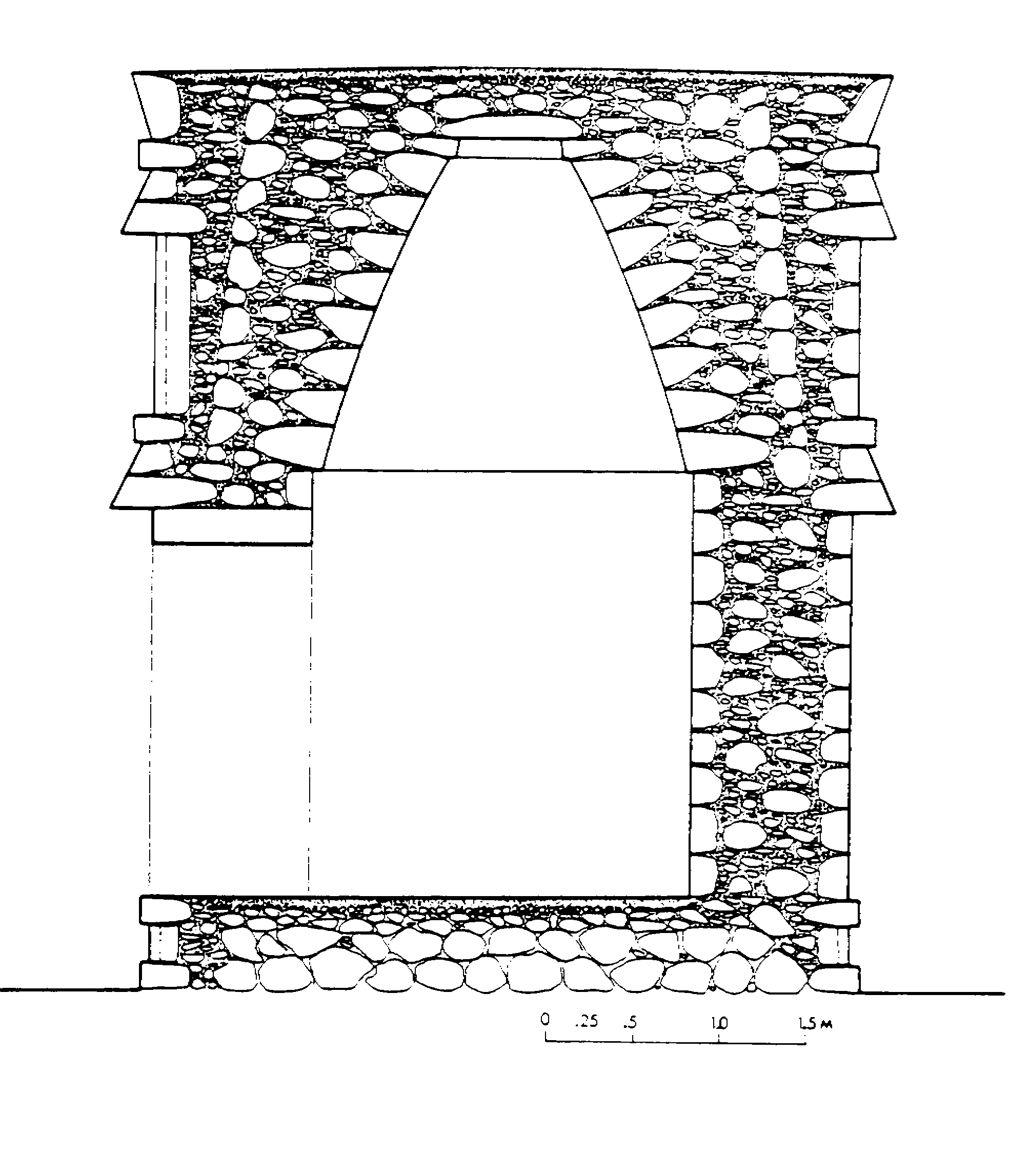
Schnitt durch ein Puuc-Gebäude

Kennzeichnend für alle Phasen den Puuc-Stiles ist die prinzipiell gleichartige Gliederung der Fassade der Steingebäude, die von unten nach oben aus den folgenden Teilen besteht, die um das gesamte Gebäude herumlaufen, auch wenn sie an der Hauptfassade, den Seiten und der Rückseite des Gebäudes unterschiedlich gestaltet sein können:
- Der Sockel, der zugleich das Niveau der äußeren Innenräume vorgibt (Innenräume, die durch einen vorderen Raum zu betreten sind, liegen in der Regel mindestens eine Stufe höher),
- die untere Wandfläche von ungefähr 2 m Höhe, die zugleich der Höhe der Eingangstüren entspricht,
- das mittlere Gesims, das sich oberhalb der Türbalken befindet und auf einer weiteren geglätteten Schicht liegt,
- die obere Wandfläche, die in ihrer Höhe dem Gewölbe der Innenräume entspricht,
- das obere Gesims, dessen Oberkante mit dem flachen, gemauerten Dach gleich hoch ist.

Die Dekoration hat fest definierte Positionen, von denen nur selten abgewichen wird:
- Der Sockel ist in der Regel einfach gehalten, in späten Phasen gleicht er sich mehr an die Gestaltung der Gesimse an.
- Die Gesimse bestehen aus ein bis fünf horizontalen Bändern. Bei zwei Bändern ragt das untere nach unten und außen schräg vor, bei drei Bändern ist das oberste zum unteren spiegelbildlich angeordnet und beide rahmen ein versenktes Band ein. Bei mehr als drei Bändern sind die mittleren Bänder unterschiedlich gestaltet. Im obersten Gesims ist das oberste Band immer doppelt so hoch wie die anderen.
- Die beiden Wandflächen sind üblicherweise unterschiedlich gestaltet: die untere Wandfläche ist meist ohne Dekor, die obere trägt (zumindest ab dem Säulchenstil) immer ein Dekor in Steinmosaik.

### Bautechnik
Die Konstruktionsweise weist ab dem Säulchenstil die folgenden typischen Kennzeichen auf: Die Wände sind in Schüttmauerwerk errichtet, wobei die Verkleidungssteine keine tragende Funktion haben, sondern als "verlorene Schalung" für den aus einer Mischung aus Kalkmörtel, Kalksand und Steinen unterschiedlicher Größe bestehenden Mauerkern dienen. Auf der Höhe der Oberkante der steinernen Türpfosten weisen die Mauern eine geglättete Schicht aus Mörtel auf, auf der die Türbalken aufliegen. Über den Türbalken folgt eine weitere derartige Schicht; diese ist im Inneren des Gebäudes an einem leichten Rücksprung der Wandverkleidungssteine zu erkennen. Auf dieser Schicht liegen die weit in die Wand hinein reichenden großen Steine der untersten Reihe des mittleren Gesimses auf. Sie werden in ihrer Lage durch den darüber liegenden Mauerkern gehalten. Auf der Höhe ihrer Oberkante findet sich in den Innenräumen ein Vorsprung nach innen von üblicherweise um die 10 cm, der von einer Reihe gut gearbeiteter Steine gebildet wird. Mit ihnen beginnt das geneigte Gewölbe, das oft (insbesondere im späten Uxmal-Stil) aus im Querschnitt schuhförmigen Steinen, die tief im Mauerkern verankert sind, gebildet wird. Die Innenfläche des Gewölbes neigt sich nach oben hin immer mehr zum Innenraum zu (es gibt aber auch völlig gerade verlaufende Gewölbeflächen). Nach ungefähr 9 Steinreihen folgt ein weiterer, kleiner und nach innen vorspringender Absatz, auf dem die bis zu 50 cm breiten Decksteine des Gewölbes aufliegen. Es ist also kein richtiger Schlussstein vorhanden und es findet auch kein Kraftschluss zwischen den Gewölbeseiten statt. Die Stabilität ist ausschließlich durch Gewicht und Dichte der beiden Gewölbeseiten bedingt. Der in der Längsrichtung des Gewölbes mittlere Deckstein, der gegenüber der Eingangstüre liegt, war häufig an der Unterseite mit dem Bild des Gottes K'awiil, eingerahmt von zwei Hieroglyphenzeilen, in roter Farbe bemalt.
Auf der Höhe der Steinreihe unterhalb des Gewölbeansatzes und auf der Höhe der Reihe unterhalb des obersten Vorsprunges wurden dicke (unten) und dünne (oben) Holzbalken eingesetzt, die quer zur Längsrichtung des Gewölbes die Innenräume nahe den Ecken überspannten. Manchmal findet sich eine weitere Reihe in der Mitte der Gewölbehöhe. Von ihnen sind heute nur mehr die Öffnungen in den Wänden erhalten. Ob sie eine konstruktive oder statische Funktion hatten, ist zweifelhaft. Nach außen hin wird das Gewölbe durch eine leicht nach innen geneigte Konstruktionswand abgeschlossen. Vor diese wurde in einem späteren Bauabschnitt die Verkleidung der oberen Wandfläche einschließlich des mittleren und des oberen Gesimses gesetzt. Die Dachoberfläche war mit einem leicht gewölbten Stuckboden, der durch intensives Klopfen während des Aushärtens wasserdicht gemacht wurde, abgeschlossen.

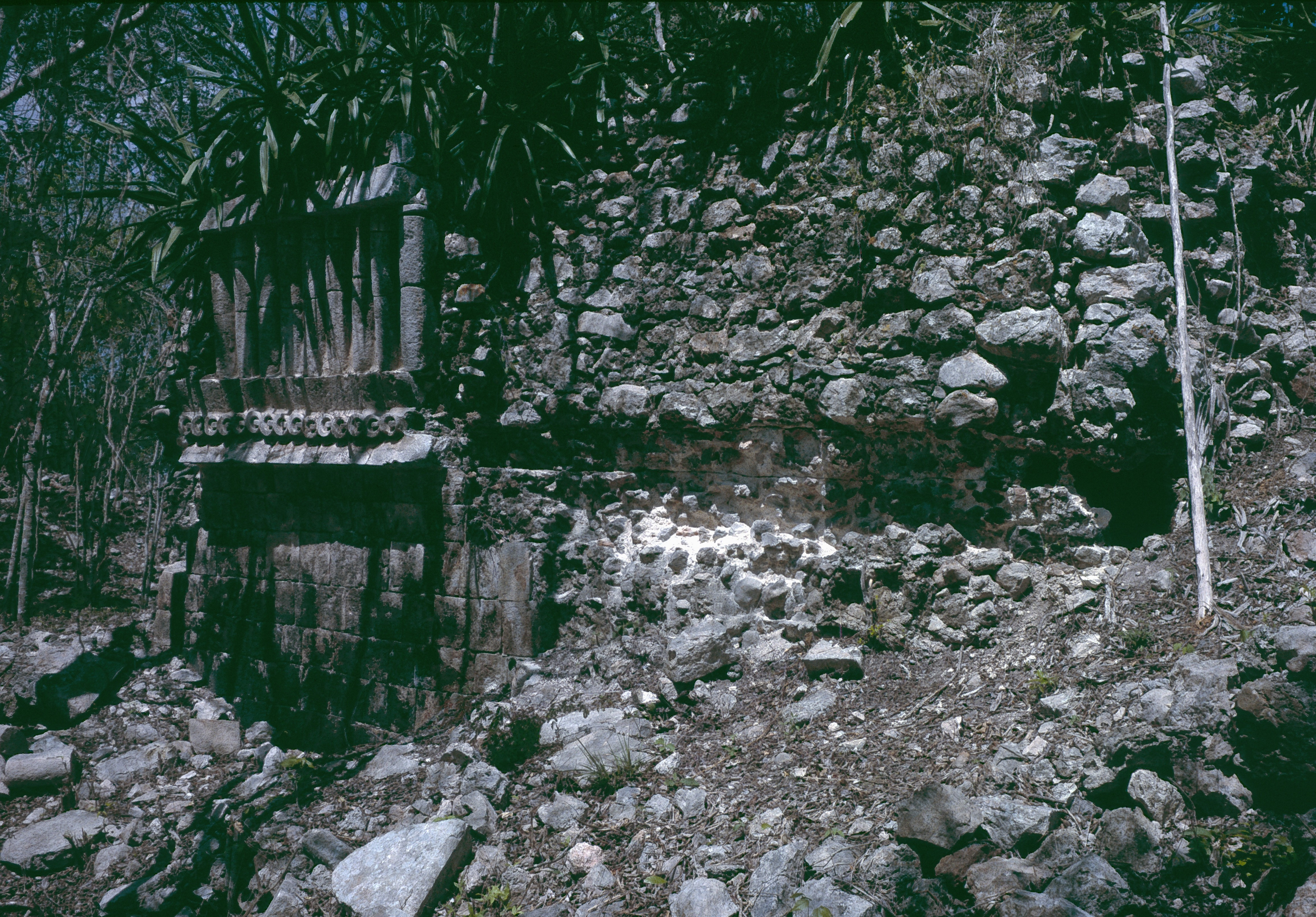
Fassade, links Steinverkleidung intakt, rechts abgefallen, nur Konstruktionswand des Gewölbes (Xkipché)

Die Fassade in Steinmosaik wurde in zwei Schritten hergestellt. Zunächst wurde die Außenwand des Gewölbes roh belassen, es entstand eine beinahe vertikale Konstruktionswand aus Steinen und Mörtel, die weitgehend dem Mauerkern entsprach. Später wurde auf die weit aus der Wand herausragenden Steine des mittleren Gesimses die eigentliche Schaufassade konstruiert; häufig unterblieb dieser Schritt aber. Die Schaufassade besaß keine Verzahnung mit der Konstruktionswand und fiel deshalb im Verlauf der Jahrhunderte häufig teilweise oder vollständig herunter. In diesem Fall war die Konstruktionswand ungeschützt der Witterung ausgesetzt, was dann zum weiteren Zerfall des Gebäudes beitrug.

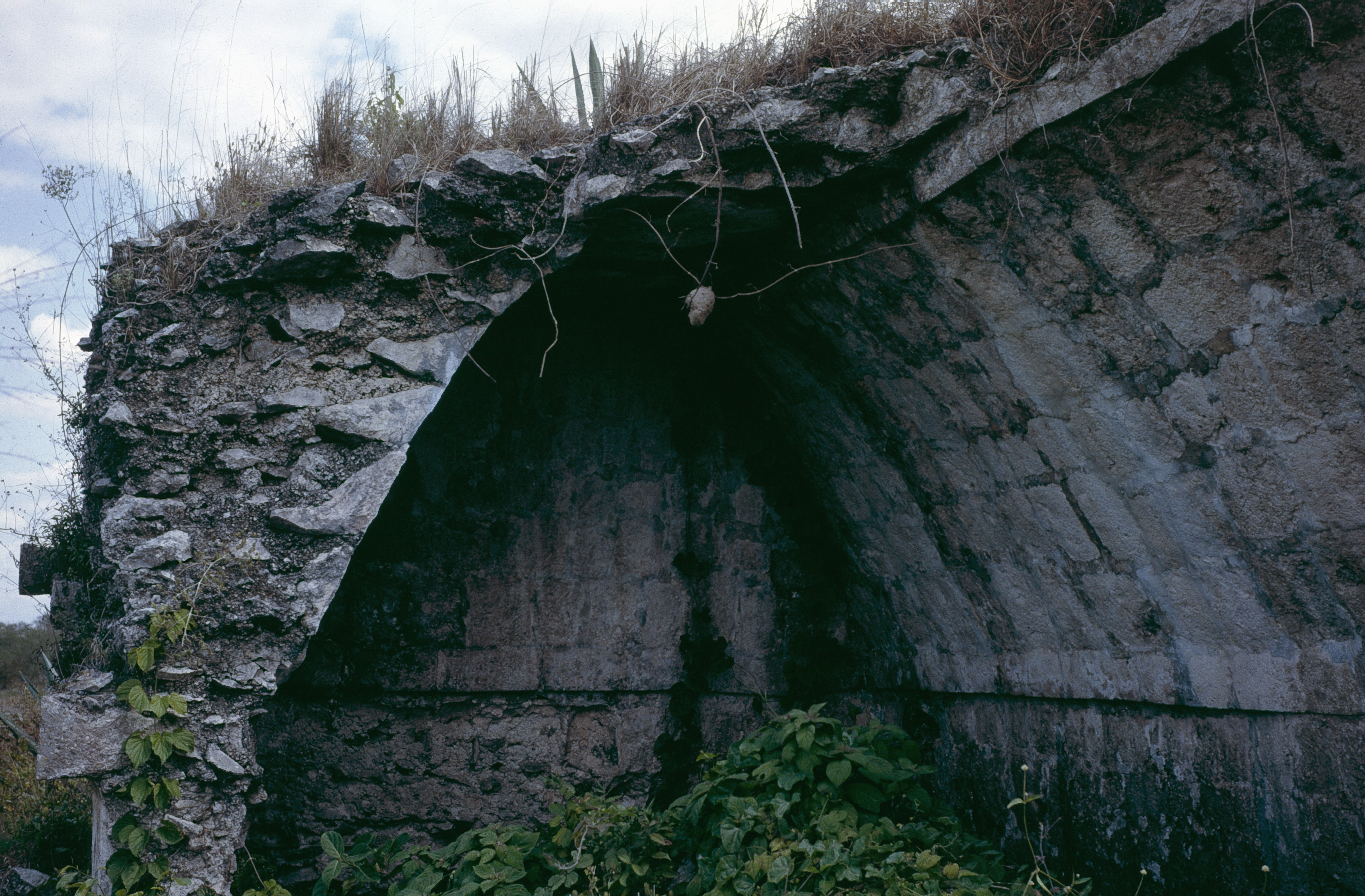
Gewölbe mit schuh-förmigen Gewölbesteinen (Siho)

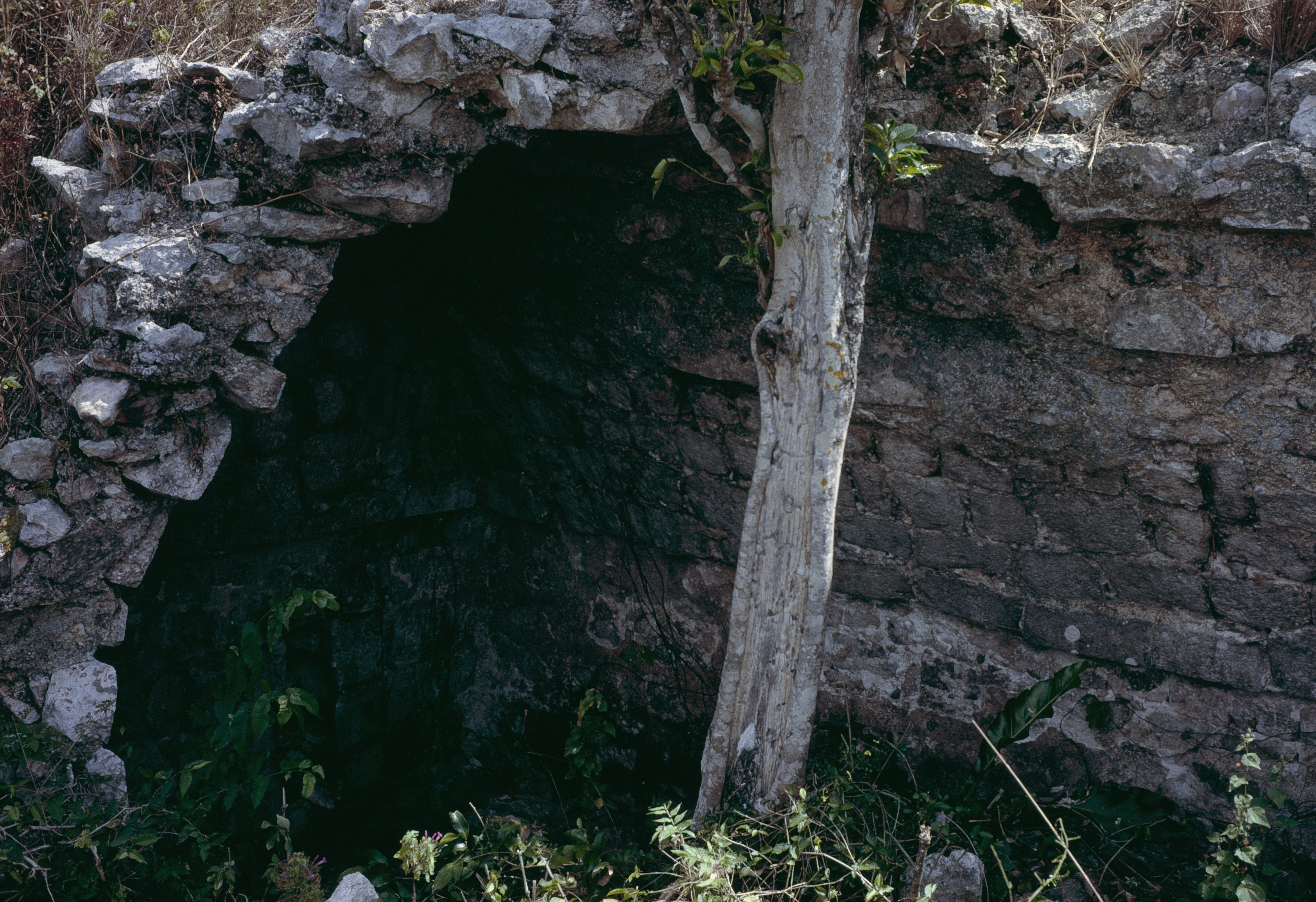
Gewölbe mit keilförmigen Gewölbesteinen (unten) und plattenförmigen (oben) (Siho)

Auch fehlten Verzahnungen der Wände und Wandteile an den Ecken und zwischen der unteren und oberen Mauerhälfte. Insbesondere die geglätteten Flächen unterhalb und oberhalb der Steinreihe des mittleren Gesimses bildeten eine ideale Bruchfläche. Auf der anderen Seite waren Wände und insbesondere die Gewölbehälften in sich sehr stabil und fielen oftmals als ein homogener Block in den Innenraum hinein, wo sie sich in dieser Form manchmal bis heute erhalten haben. Im Gegensatz dazu brachen Gewölbe des frühen Puuc-Stils als Ganze zusammen und die sie bildenden inneren Verkleidungssteine liegen in originalem Zusammenhang im Gebäudeschutt. Ursache für dieses unterschiedliche Verhalten dürfte die Qualität des verwendeten Kalkmörtels sein.
Die Innen- und Außenflächen waren mit einer Schicht aus Kalkmörtel (Stuck) verkleidet, die auch die Grundlage der Bemalung bildete. In den frühen Phasen der Puuc-Architektur findet sich oft eine dunkelrote Bemalung der Innenwände, teilweise auch der Außenflächen, zusammen mit horizontalen Bändern von schwarz gemalten Hieroglyphen. Die ebenfalls aus Stuck bestehenden Fußböden hatten oft einen gelblichen Farbton. Der Stuckbelag war unterschiedlich dick, oftmals um Unebenheiten in der Ausführung der steinernen Wände auszugleichen, und wies manchmal eine Reliefierung in Form von Zackenreihen über den Türen und an den Vorsprüngen des Gewölbes auf.

## Gebäudeformen

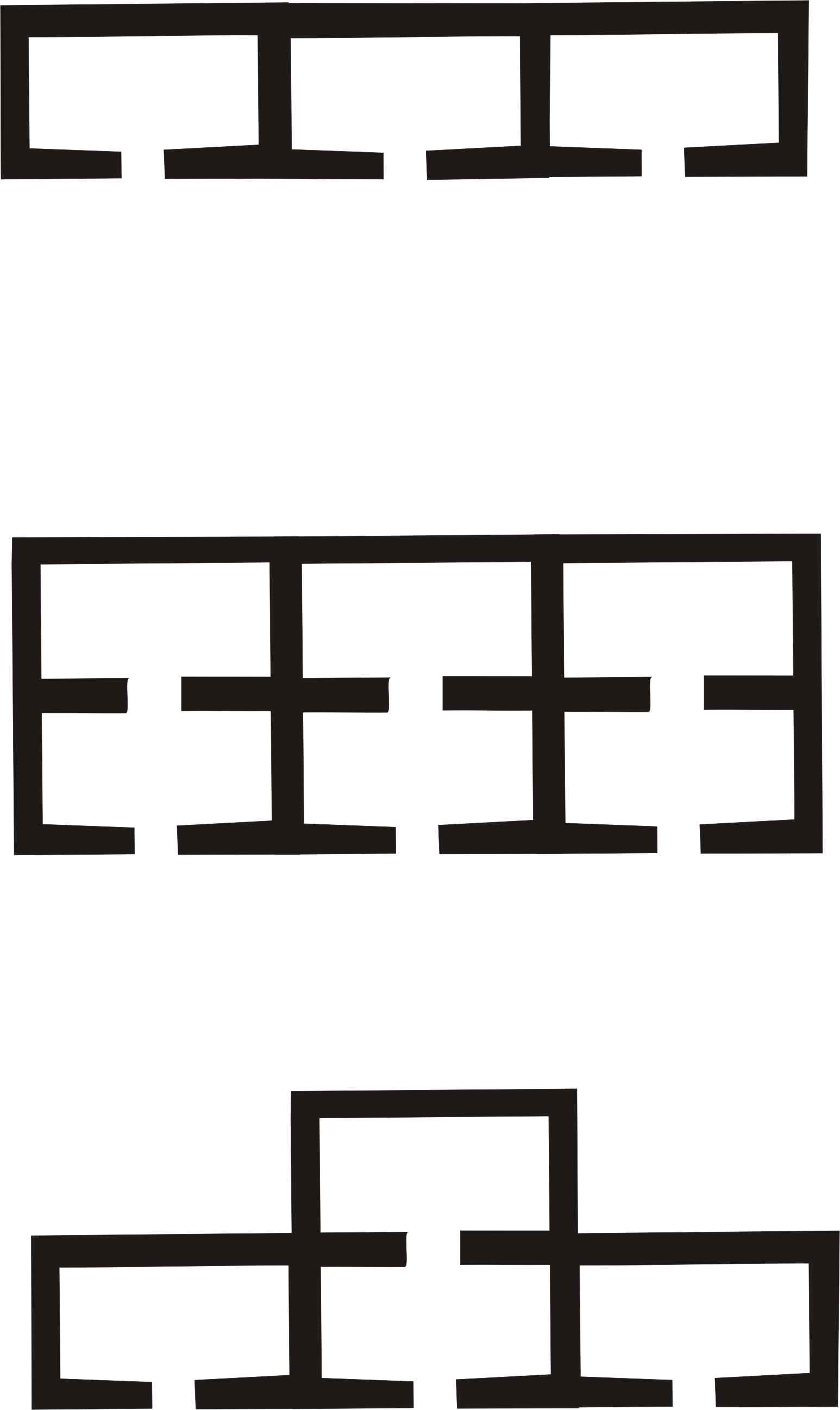
Grundriss einfacher Puuc-Bauten: einfache und doppelte Raumreihe und Chenes-Variante

Die einfachste und zeitlich auch früheste Form sind einfache Ketten von Räumen, die nebeneinander angeordnet und alle nach einer Seite geöffnet sind. Hierbei sind die mittleren Räume meist länger als die seitlichen; sie haben in den frühen Stilen entweder drei nebeneinander liegende Eingänge oder einen breiten Eingang mit einer oder zwei Säulen. Diese Kette von Räumen ist auch oft verdoppelt. Die hinteren Räume sind durch die vorderen zugänglich. Eine im Puuc-Gebiet eher seltene Variante ist ein zweiter Raum nur hinter dem mittleren Raum der ersten Reihe; dies ist häufig im Chenes-Stil anzutreffen. Besonders an kleinen Orten treten auch Bauten mit einem oder zwei Räumen auf. Meist wurde eine ungerade Zahl von Eingängen angestrebt, damit ein eindeutiger mittlerer Eingang entstand.

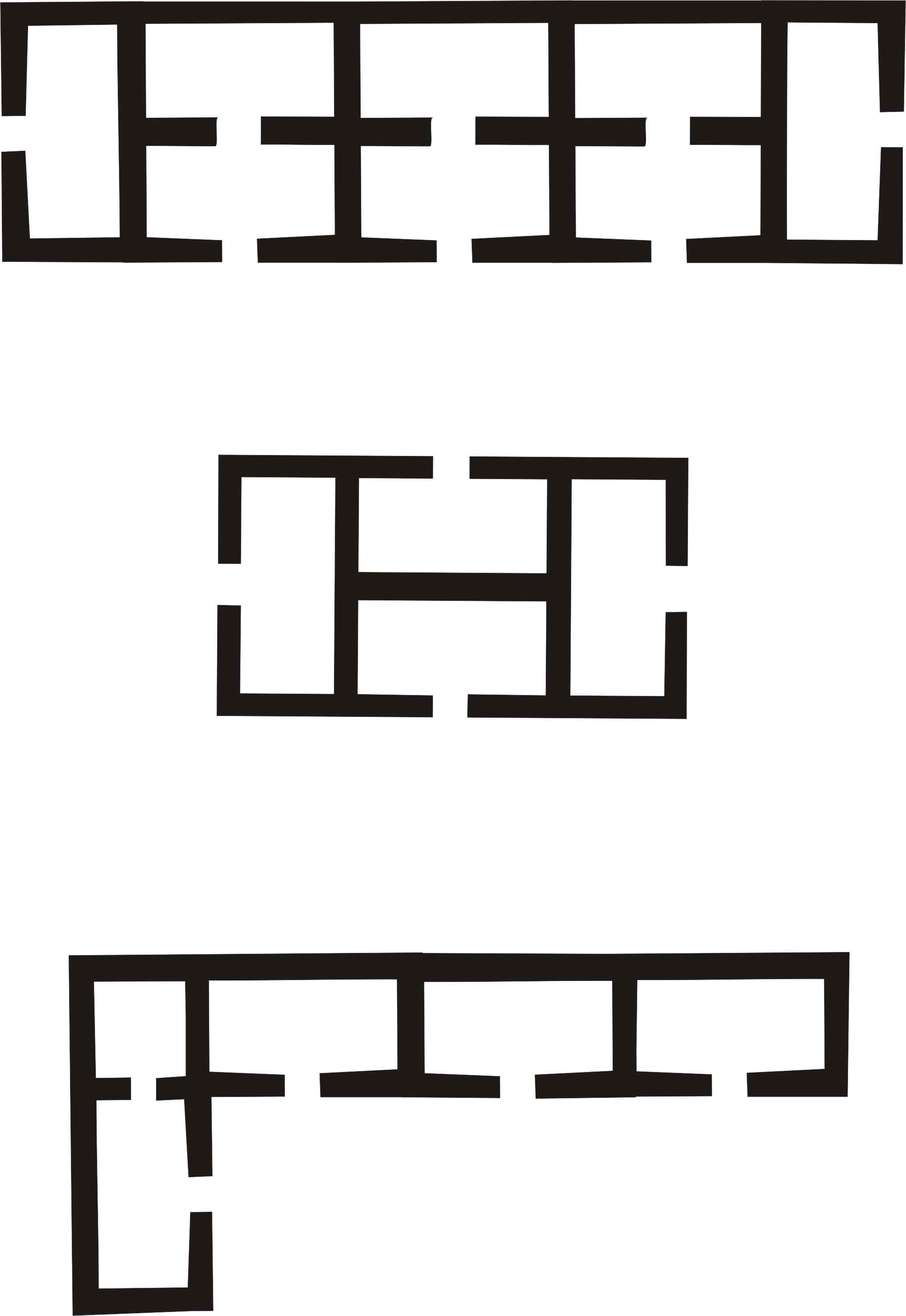
Grundriss erweiterter Puuc-Bauten: querliegende Räume an den Enden

Als weitere Ausgestaltung findet sich jeweils ein Querraum am Ende der doppelten Raumreihe. Dieser Raum ist von der jeweiligen Seite her zu betreten. Diese Variante kann auch nach allen vier Seiten geöffnet sein, ein Typ, der offenbar besonders im westlichen Puuc-Gebiet häufiger anzutreffen ist.

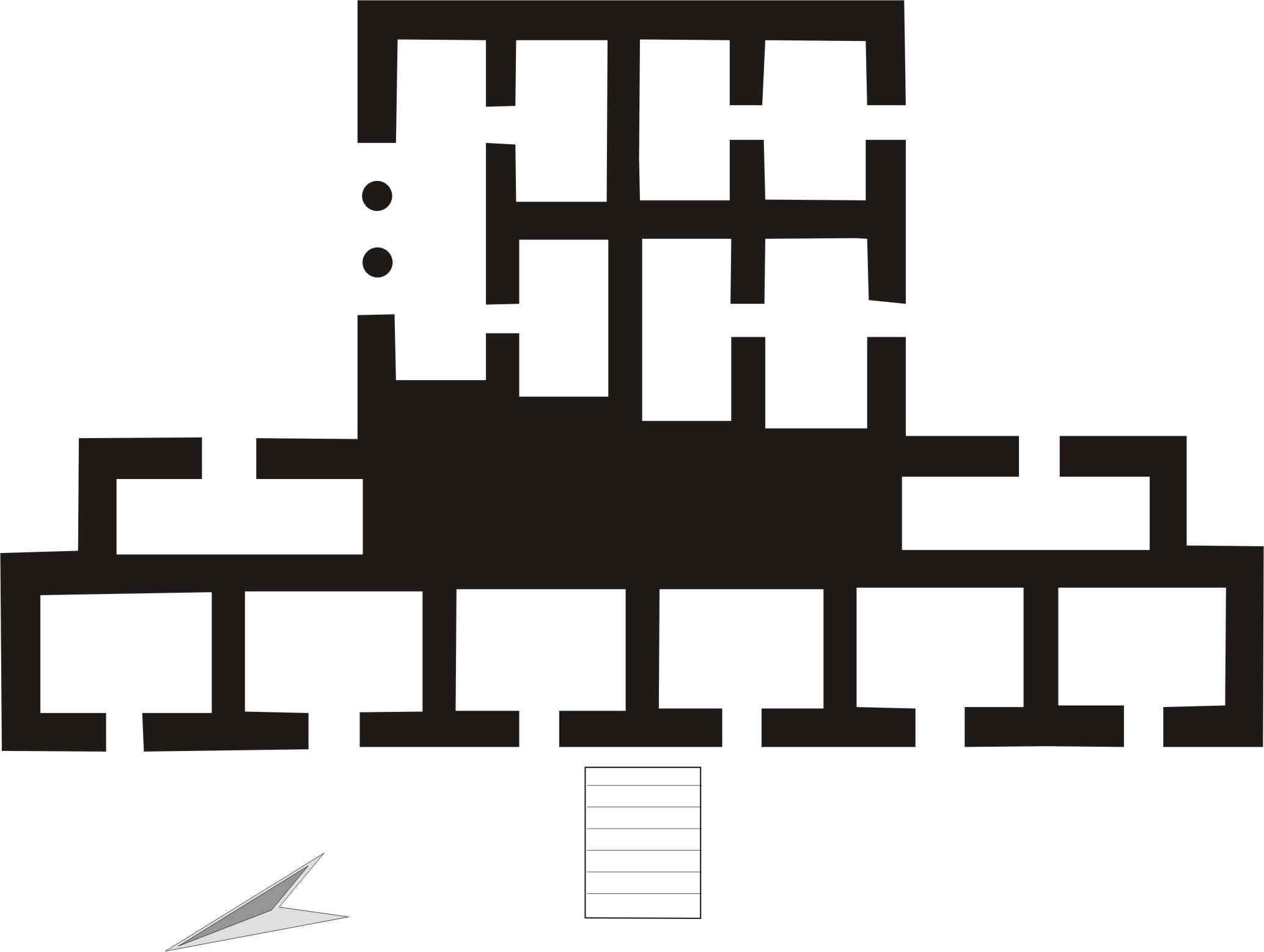
Beispiel eines sehr komplexen Gebäudes mit Treppe zum Niveau eines zweiten Stockes (Yaxché Xlabpak)

Auf diesen Grundmustern basieren auch die viel komplexeren Gebäude. Sie sind sehr oft in mehreren Bauphasen entstanden; die lange Kette wurde dabei meist an einen bestehenden Block von Räumen angesetzt. Oft sind auch vier Reihen von Räumen rings um einen massiven Kern aus Bruchsteinen angeordnet, wie im Südpalast von Sayil. Als weitere Ausgestaltung kam dann manchmal ein zweites oder gar drittes Stockwerk hinzu
Beispiele für mitunter sehr komplexe Baugeschichten sind die Hauptpaläste von Sayil, Labná und Xkipché. Eine Variante sind Gebäude mit L-förmigem Grundriss, wobei der kurze Schenkel oft später angefügt wurde.

## Stilgliederung und Zeitstellung
Nach der Bautechnik, der Qualität der Steinbearbeitung und dem Dekor der Außenwände lassen sich nach dem amerikanischen Architekten und Archäologen George F. Andrews sechs Stilphasen unterscheiden: Frühes Oxkintoc (Early Oxkintoc), Proto-Puuc, Frühes Puuc (Early Puuc), Säulchen-Stil (Colonette Style), Mosaik-Stil (Mosaic Style) und schließlich der nur auf die Stadt Uxmal beschränkte Späte Uxmal-Stil (Late Uxmal Style). Die Einteilung der Stile durch Andrews baut auf der Gliederung durch Harry E. D. Pollock auf und erweitert diese.
George F. Andrews ordnet die Stilphasen in folgende Zeitabschnitte:
- Proto-Puuc ab 550 n. Chr.
- Frühes Puuc ab 670 n. Chr.
- Säulchen-Stil ab 770 n. Chr.
- Gleichzeitigkeit von Säulchen- und Mosaik-Stil ab 830 n. Chr.
- Später Uxmal-Stil ab 1000 n. Chr.

Problematisch ist vor allem der Ansatz des Späten Uxmal-Stils, weil ein Gewölbe-Deckstein aus dem östlichen Gebäude des Nonnenvierecks in Uxmal, das diesem Stil zuzuordnen ist, ein Datum des Jahres 906 trägt. Datierungen von Bauten des Puuc-Stils mittels der Radiokohlenstoffdatierung haben bisher nicht zu einer Präzisierung beitragen können, da bisher zu wenige Analysen vorliegen und der Vertrauensbereich von 2 sigma (der eine Wahrscheinlichkeit von ca. 95 % bedeutet) auch bei neuen Messungen um 100 Jahre liegt. Insgesamt dürften die Ansätze von George F. Andrews jedoch um 100 Jahre zu spät liegen.
In einem Umkreis von mindestens 70 km um Uxmal finden sich an vielen Orten Bauten mit den bautechnischen Charakteristika des Späten Uxmal-Stils, die (im Gegensatz zu Uxmal) sämtlich nicht fertiggestellt wurden. Dieser Sachverhalt wird von einzelnen Autoren als Hinweis auf eine politische Umwälzung mit Zusammenbruch der lokalen Herrschaften im Umland von Uxmal interpretiert. Allerdings gibt es auch in Uxmal selbst einige wenige unfertige Bauten (Gebäude auf der Spitze der Pyramide der Alten Frau, Gebäude im Komplex des Phallus-Tempels).
Ein weiteres Verfahren für die chronologische Stellung der Puuc-Kultur beruht auf der bei Grabungen oder an der Oberfläche gefundenen Keramik(fragmente). Die bisher grundlegende Studie hierzu stammt von Robert E. Smith. Wegen der langen Dauer und unzureichenden Untergliederung des die Puuc-Kultur umfassenden Cehpech-Keramikkomplexes haben auch die Keramikstudien bisher nicht entscheidend zur Präzisierung der Chronologie beigetragen.

## Untergang
Bei der Aufgabe der Siedlungen im Endklassikum handelt es sich um einen in Etappen erfolgten komplexen Vorgang, wobei der Stopp der Errichtung von Monumentalarchitektur durch die lokale Oberschicht der völligen Entvölkerung um eine längere Zeit vorausging. Ursachen können deshalb nicht Faktoren gewesen sein, die alle Bevölkerungsschichten gleichermaßen betroffen haben müssten, wie Epidemien oder extreme Dürreperioden. Vielmehr hat die begrenzte Leistungsfähigkeit der traditionellen Landwirtschaft mit dem Bevölkerungswachstum nicht Schritt halten können und der sich aufschaukelnde Effekt von immer kürzeren Erholungszeiten der Nutzflächen und geringerem Ertrag zu einem mit den gegebenen Möglichkeiten nicht beherrschbaren Zusammenbruch der gesamten Ordnung geführt.

## Diagnostische Kennzeichen der Phasen des Puuc-Stils
Die Zuweisung der diagnostischen Elemente erfolgt hier in Anlehnung an George F. Andrews. Río Bec und Chenes Stil sind zum Vergleich mit aufgenommen. Die Unterteilung des Frühen Puuc Stils lehnt sich an William M. Ringle an.
| Architektonisches Element                             | Río Bec | Chenes | Chenes-Puuc | Proto Puuc | Früh I | Früh IIa | Früh IIb | Säulchen | Mosaik | Spät Uxmal |
| Sockel 1 Band                                         | +       | +      | +           | +          | +      | +        | +        | (+)      |        |            |
| 2 Bänder: glatt und schräg                            |         |        |             |            |        |          |          | (+)      |        |            |
| 3 Bänder, Mitte: Säulchenreihe                        |         |        |             |            |        |          |          | +        | +      |            |
| 3 Bänder, Mitte: Säulchen in Gruppen                  |         |        |             |            |        |          |          | +        | +      |            |
| 3 Bänder, Mitte: Greques                              |         |        |             |            |        |          |          |          | (+)    |            |
| 3 Bänder sehr hoch: Mitte: Säulchenreihe unterbrochen |         |        |             |            |        |          |          |          |        | +          |
| Untere Wandfläche glatt                               | +       | +      | +           | +          | +      | +        | +        | +        | +      | +          |
| Säulchen                                              |         |        |             |            |        |          |          | +        |        |            |
| Säulchen in Gruppen                                   | +       |        |             |            |        |          |          | +        | +      |            |
| Stufenmäander                                         |         |        |             |            |        |          |          |          | +      |            |
| vertiefte Felder mit Dekor                            | ++      | +      | +           |            |        |          |          |          |        |            |
| anderes                                               |         |        |             |            |        |          |          |          | +      | (+)        |
| Eingänge (außen) 1 pro Raum                           |         |        |             | +          | +      |          |          | +        | +      | +          |
| > 1 pro Raum, dazwischen Wand                         |         |        |             |            | +      |          |          |          |        | +          |
| Türen breit                                           |         |        |             |            |        |          |          |          | +      | +          |
| Tür mit Pfeilern                                      |         |        |             |            |        |          |          |          | (+)    |            |
| Tür mit Säulen                                        |         |        |             |            | +      |          |          | (+)      |        |            |
| Tür mit Säulen und Kapitellen                         | +       | +      | +           |            |        | +        | +        | +        | +      |            |
| Türelemente mit figürlichem Relief                    |         |        |             |            | +      |          |          |          |        |            |
| Portikus                                              |         |        |             |            | +      |          |          |          |        |            |
| Türpfosten > 1 Stein / Wanddicke                      | +       | +      | +           | +          | +      |          |          |          |        |            |
| 1 Stein / Wanddicke                                   |         |        | +           |            | +      | +        | +        | +        | +      | +          |
| Rahmen um Außeneingänge                               |         |        |             |            |        |          |          |          |        | +          |
| Türbalken Stein                                       | +       | +      | +           | +          | +      | +        | +        | +        | +      | +          |
| Holz                                                  | ++      | +      | ++          |            |        |          |          |          | ++     | ++         |
| Mittleres Gesims 1 Steinreihe vorkragend              |         |        |             | +          |        |          |          |          |        |            |
| 1 Band                                                |         |        |             |            | +      | +        | +        |          |        |            |
| Herausragende Steinzapfen                             |         | +      | +           | +          | +      |          |          |          |        |            |
| 1 Band über Eingang hochspringend                     |         |        | (+)         |            |        |          | +        |          |        |            |
| Dekorelemente über Tür                                |         |        |             |            |        |          | +        |          |        |            |
| 2 Bänder                                              |         |        |             | +          |        |          |          |          |        |            |
| 3 Bänder glatt, mittleres springt vor                 |         |        |             | +          |        |          |          |          |        |            |
| 3 Bänder: schräg, glatt, schräg                       |         |        |             |            |        |          |          | +        | +      | +          |
| 3 Bänder: glatt, Säulchen, glatt                      |         |        |             |            |        |          |          | +        | +      |            |
| Mit Kugeln                                            |         | +      | +           |            |        |          |          | (+)      |        |            |
| 3 Bänder: Mitte chimez in zick-zack                   |         |        |             |            |        |          |          |          | +      |            |
| 3 Bänder: Mitte Rasselstab                            |         |        |             |            |        |          |          |          |        |            |
| Mit Rosetten                                          |         |        |             |            |        |          |          |          | (+)    | +          |
| 4 Bänder                                              |         |        |             |            |        |          |          | (+)      | +      | +          |
| 5 Bänder                                              |         |        |             |            |        |          |          | (+)      |        |            |
| Obere Wandfläche vor unterer Wand, glatt              |         |        |             | +          |        |          |          |          |        |            |
| unverkleidet (rohe Steine mit Stuck)                  | ++      | ++     | +           |            | +      |          |          |          |        |            |
| glatt                                                 |         |        |             |            | +      |          |          |          |        |            |
| glatt mit Steinzapfen                                 | +       | ++     | +           |            | +      |          |          |          |        |            |
| glatt mit vertieften Feldern                          |         |        |             | +          | +      |          |          |          |        |            |
| grobes Steinmosaik                                    |         |        |             |            |        | +        |          |          |        |            |
| glatt, springt vor, schräg nach innen                 |         |        |             |            |        | +        |          |          |        |            |
| glatt, springt vor, vertikal                          |         |        |             |            |        |          | +        |          |        |            |
| glatt mit Stucküberzug                                |         |        |             |            |        |          | +        |          |        |            |
| Säulchen kontinuierlich                               |         |        |             |            |        |          |          | +        |        |            |
| Säulchen in Feldern/Gruppen                           |         |        |             |            |        |          |          | +        | +      |            |
| Säulchen mit Bindung                                  |         |        |             |            |        |          |          | +        | +      |            |
| diagonale Gitter                                      |         |        |             |            |        |          |          |          | +      | +          |
| chimez Gitter                                         |         |        |             |            |        |          |          |          | +      | +          |
| Mäander / Stufenmäander                               |         |        |             |            |        |          |          |          | +      | +          |
| Wand einwärts geneigt                                 | ++      | ++     | +           |            |        | +        |          | (+)      | (+)    |            |
| Masken über Eingängen                                 |         |        |             |            |        |          |          |          | (+)    | +          |
| an den Ecken                                          |         |        |             |            |        |          |          |          | (+)    | +          |
| Häuser                                                |         |        |             |            |        |          |          |          | +      | +          |
| Figuren                                               |         |        |             |            |        |          |          |          | +      | +          |
| Schlangen                                             |         |        |             |            |        |          |          |          |        | +          |
| Oberes Gesims fehlt                                   |         |        |             |            | +      |          |          |          |        |            |
| 2 Bänder: glatt                                       |         |        |             | +          |        |          |          |          |        |            |
| 2 Bänder: glatt und schräg                            |         |        |             |            |        |          |          | +        | +      |            |
| 3 Bänder: schräg, glatt, schräg                       |         |        |             |            |        |          |          |          |        | +          |
| Mit Rosetten                                          |         |        |             |            |        |          |          |          |        | +          |
| 3 Bänder: schräg, Säulchen, schräg                    |         |        |             |            |        |          |          | +        | +      | +          |
| 4 Bänder                                              |         |        |             |            |        |          |          |          |        | (+)        |
| Ecken mit 1 dicken Säule                              | +       | ++     | ++          |            |        |          |          | +        |        |            |
| Mit 3 Säulen                                          |         |        |             |            |        |          |          | +        |        |            |
| Schlangenköpf aus mittl. / ob.Gesims                  |         |        |             |            |        |          |          |          |        | +          |
| Mauertechnik: tragende Wandsteine                     | (+)     | (+)    | (+)         | +          | +      |          |          |          |        |            |
| Verkleidungssteine über Mauerkern                     |         |        |             |            | +      | +        | +        | +        | +      | +          |
| kleine Steine, quadratisch / rechteckig               | ++      | +      |             |            | +      |          |          |          |        |            |
| mittelgroße Steine                                    |         |        |             |            |        | +        | +        | +        | +      | +          |
| sehr große Steine                                     |         |        |             |            |        |          |          |          |        | +          |
| Gewölbe niedrig (< 1,5 m)                             |         |        |             | +          | +      |          |          |          |        |            |
| Gewölbe normal (1,5 – 2,5 m)                          |         |        |             |            |        |          |          | +        | +      |            |
| Gewölbe hoch (> 2,5 m)                                |         |        |             |            |        |          |          |          |        | +          |
| Vorsprung unter Deckstein                             |         |        |             |            | +      |          |          | +        | +      | +          |
| Fußsteine im Gewölbebereich                           |         |        |             |            |        |          |          | +        |        |            |
| Gewölbetechnik Kraggewölbe Steinplatten (getreppt)    |         |        |             | ++         | +      |          |          |          |        |            |
| kombiniert mit Verkleidungssteinen                    |         |        |             |            | +      |          |          |          |        |            |
| Verkleidungssteine unregelmäßig                       | +       |        |             |            | +      | +        |          |          |        |            |
| Verkleidungssteine gut, keilförmig                    |         | +      | +           |            |        | +        | +        | +        | +      |            |
| Verkleidungssteine gut, schuhförmig                   |         |        | +           |            |        |          |          | (+)      | (+)    | +          |
| Stuckdekor an Gewölbeansatz                           | ++      | +      | +           |            |        |          |          |          |        |            |
| Dachkamm auf Hinterwand                               |         |        |             |            |        |          |          | (+)      | (+)    |            |
| auf Mittelwand                                        | ++      | ++     | +           | ++         | ++     |          |          |          |        |            |
| auf Vorderwand                                        |         |        |             | +          | +      |          |          |          |        |            |
| rohes Mauerwerk                                       | +       | ++     |             | ++         |        |          |          |          |        |            |
| mit Verkleidungssteinen                               | +       | +      | +           |            | +      |          |          |          |        |            |
| mit Figuren                                           | ++      | ++     | ++          | ++         | ++     |          |          |          |        |            |
| Treppen                                               |         |        |             |            |        |          |          |          |        |            |
| außen, mit Durchgang                                  |         |        |             |            |        |          | +        | +        | +      |            |
| innen                                                 | ++      | +      | +           |            |        |          |          |          |        |            |
| Fassadengliederung in Raumeinheiten                   | ++      | ++     | ++          |            |        |          |          |          |        |            |
| Bänke in Innenräumen                                  |         |        |             |            |        |          |          |          |        |            |
| mit Nische darunter                                   | +       |        |             |            |        |          |          |          |        |            |

(+) bis ++ = Intensität des Vorkommens